# Roselius
Roselius är en öländsk prästsläkt som sägs härstamma från Rösslösa gård i Kastlösa socken på Öland. 
Den första kände stamfadern uppges ha varit fältpräst under 30-åriga kriget och stupat under slaget vid Lützen den 6 november 1632. Den förste, vid namn kände, stamfadern är rektorn i Kalmar skola samt kyrkoherden i Döderhults församling Magnus Nicolai som tog sig namnet Roselius efter ovannämnda gård från vilken hans hustru Karin Olsdotter lär ha härstammat.
En ättling till Roselius föddes den 19 juli 1863 under en resa på Atlanten på skeppet Unda och fick därför det ovanliga namnet Undanus Atlanticus.

## Medlemmar
- Johannes Roselius (1675–1710), kyrkoherde i Torslunda församling 1706–1710.
- Jonas Roselius (1672–1717), kyrkoherde i Långlöts församling 1712–1717, kyrkoherde i Smedby församling 1717.
- Magnus Nicolai (d. 1654), kyrkoherde i Döderhults församling 1636–1654.
- Olof Roselius (1629–1711), kyrkoherde i Smedby församling 1674–1711.
- Petrus Roselius (1688–1718), kyrkoherde i Smedby församling 1718.